# ルーマニアの世界遺産
ルーマニアの世界遺産（ルーマニアのせかいいさん）はユネスコの世界遺産に登録されているルーマニア国内の文化・自然遺産の一覧。

## 文化遺産
- トランシルヴァニア地方の要塞聖堂のある村落群 - （1993年、1999年拡大）
- ホレズ修道院 - （1993年）
- モルダヴィアの教会群 - （1993年）
- マラムレシュの木造聖堂群 - （1999年）
- シギショアラ歴史地区 - （1999年）
- オラシュチエ山脈のダキア人の要塞群 - （1999年）
- ロシア・モンタナ（英語版）の鉱山景観 - （2021年）

## 自然遺産
- ドナウ・デルタ - （1991年）
- カルパティア山脈とヨーロッパ各地の古代及び原生ブナ林（ほか17か国と共有、ルーマニアは2017年より）

## 複合遺産
なし